# Asimba
Asimba är ett berg i Etiopien.   Det ligger i regionen Tigray, i den norra delen av landet, 600 km norr om huvudstaden Addis Abeba. Toppen på Asimba är 3 206 meter över havet, eller 745 meter över den omgivande terrängen. Bredden vid basen är 19,6 km.
Terrängen runt Asimba är bergig österut, men västerut är den kuperad. Asimba är den högsta punkten i trakten. Runt Asimba är det ganska tätbefolkat, med 139 invånare per kvadratkilometer. Omgivningarna runt Asimba är i huvudsak ett öppet busklandskap.